# شعبه الحية (السبرة)

تعديل مصدري - تعديل

شعبه الحية محلة تابعة لقرية حلاكة، التابعة لعزلة مطاية بمديرية السبرة إحدى مديريات محافظة إب في الجمهورية اليمنية.، بلغ تعداد سكانها 38 حسب تعداد اليمن لعام 2004.